# گوستاو بادل (بدنساز)
گوستاو بادل  (۳ نوامبر ۱۹۷۱ – ۱۲ ژوئیه ۲۰۲۳)، همچنین با نام مستعار «The Freakin» «Rican»، بدنساز حرفه‌ای اهل ونزوئلا بود.